# Фибус (текстописац)
Евангелос-Фибус Тасапоулос (грч. Ευάγγελος - Φοίβος Τασσόπουλος; Керацини, 1. јануар 1971) грчки је текстописац. Познат је по музици коју је компоновао за Деспину Ванди и Кети Гарби, док је поред њих компоновао музику и за многе друге извођаче из Грчке и са Кипра. Висок проценат албума које је компоновао добили су сертификате, што га чини једним од најуспешнијих грчких текстописаца 1990-их и 2000-их, продавши 3.500.000 плоча.

## Песме које је урадио за српске извођаче[3]
- Три пута на дан - Данијел Ђокић
- Агонија - Марија Шерифовић
- Ти ипак својој дјеци - Романа Панић
- Ја те још волим - Јована Типшин
- Још један степеник, Ледена, На место злочина, Соба за тугу, Мени хвала ниједно - Тоше Проески
- Краљ изгубљених ствари - Саша Матић
- За мене си ти - Драгана Мирковић
- Литар крви - Ацо Пејовић
- Могла сам, Јаша, Оперисан од љубави, Тачно тако, Не дам кревет - Милица Павловић[4][5]
- Срцуленце - Слађа Делибашић
- Тачно је - Цеца
- Опа, опа - Дара Бубамара
- Слободно - Ана Кокић
- Сат што касни, Ништа лично, Волим те - Елма Синановић
- Није ми била намера - Миле Китић
- Запишите ми број, Ало будало - Аца Лукас
- Љути се, љути, Биће ми тешко, Громови - Фанки џи
- Само за твоје очи (албум) - Јелена Карлеуша[6]